# 埃爾溫·奧伯邁爾
| 9097 Davidschlag                         | 1996年1月14日 | 列表[A][B] |
| 9119 Georgpeuerbach                      | 1998年2月18日 | 列表[A][B] |
| 14057 Manfredstoll                       | 1996年1月15日 | 列表[A]    |
| 15949 Rhaeticus                          | 1998年1月17日 | 列表[A]    |
| 43955 Fixlmüller                         | 1997年2月6日  | 列表[A]    |
| 48681 Zeilinger                          | 1996年1月21日 | 列表[A]    |
| 58499 Stüber                             | 1996年11月3日 | 列表[A]    |
| 85411 Paulflora                          | 1996年11月3日 | 列表[A]    |
| 100485 Russelldavies                     | 1996年11月3日 | 列表[A]    |
| 175730 Gramastetten                      | 1998年2月18日 | 列表[A][B] |
| 共同發現： A 埃里希·邁耶 B 赫爾伯特·拉布 |               |            |

埃爾溫·奧伯邁爾（德語：Erwin Obermair，1946年8月29日—2017年1月15日）是一名奧地利電工和業餘天文學家，也是小行星的共同發現者。
1978年，奧伯邁爾與他的同事兼業餘天文學家埃里希·邁耶一起，在達維特施拉格（奧地利林茨附近基希施拉格）建立了私人天文台Meyer/Obermair（540）。他在這個天文台一共與邁耶共同發現了10顆小行星。此外，在1996年至2005年間，他還參與了另外三個小行星的發現，這些小行星被國際天文學聯合會指定為達維特施拉格天文台的地點發現。
奧伯邁爾是林茨天文學會的會士，從1974年到他逝世前，他擔任該協會的副會長，大部分時間都會定期到天文台巡迴觀測。他最重要的觀測包括1993年與邁耶和赫爾伯特·拉布一起觀測的舒梅克-李維九號彗星的精密天體測量。這些觀測對後來預測這顆彗星撞擊木星做出了重大貢獻。
1997年4月4日，奧伯邁爾獲頒奧地利共和國銀質榮譽勳章。1997年，邁耶在林茨發現的小行星9236以他的名字命名。命名引文於1999年5月4日公布（M.P.C. 34629）。